# Stortjärnen (Hede socken, Härjedalen, 693826-137430)
Stortjärnen är en sjö i Härjedalens kommun i Härjedalen och ingår i Ljusnans huvudavrinningsområde.